# Сандхольм (центр по приёму беженцев)
Сандхольм — государственное учреждение для лиц, ищущих убежища в Дании, расположен в одноимённом имении Сандхольм в населённом пункте Блоустрёд коммуны Аллерёд (в 30 км. на север от Копенгагена). 
Центр принимает преимущественно беженцев от 18 лет, дети и молодёжь в возрасте до 18 лет, которые бежали в одиночку принимаются в центре Грибсков. Организован в помещениях бывших военных казарм. Подчиняется датскому подразделению Красного Креста, служит в качестве приемо-отправочного центра, для вновь прибывших лиц, ищущих убежища, и лиц, ищущих убежища, заявление которых было отклонено.

## История
Здания казарм в Сандхольме спроектированы датским архитектором Вигго Тхабизером по однотипному проекту для Зеландии, после акта 1909[уточнить]. В 1945 году здесь жили немецкие беженцы. В 1945—1985 годах здесь размещалась датская Королевская лейб-гвардия. 1 октября 1989 года здания приняты датской пенитенциарной службой, которая получила право использовать здания в Сандхольме в качестве лагеря для лиц, ищущих убежища. Лагерь принадлежал к Копенгагенской тюрьме до 2005 года. В сентябре 2015 года сотрудник полиции получил ножевое ранение от гражданина Палестины, чье ходатайство о предоставлении убежища было отклонено.

## Объекты
По данным Красного Креста, одной из главных задач приема заключается создание безопасной и спокойной среды для лиц, ищущих убежища. «После месяцев, проведенных в бегах, они обеспечиваются едой, ванной, одеялом и кроватью». В центре есть филиал Иммиграционной службы, полиция миграционной службой, тюрьма Эллебек для преступников-иностранцев и задержанных лиц, ищущих убежища. Полиция занимается регистрацией новых лиц, ищущих убежища, Иммиграционная служба несет ответственность за рассмотрение ходатайства о предоставлении убежища. Между тем Красный Крест заботится о ряде основных гуманитарных задач.
Заявители получают основные сведения о процессе предоставления убежища в Дании и медицинское обследование. Особое внимание уделяется наиболее уязвимым группам, таких, как просители убежища с травмами, жертв пыток, семей с маленькими детьми или пожилым людям с ослабленным здоровьем. В центре Сандхольм также есть детский сад, организован присмотр за детьми, пока их родители ходят на собеседования с властями.
В Сандхольме живёт около 500 жителей. Существует три типа размещения: семейные номера с ванной комнатой, четырёхместные номера с общими ванными комнатами и туалетами в коридоре, 6 новых зданий с двухместными номерами с собственной ванной комнатой. Есть также прачечная, кафе, поликлиника, телефонные кабины и различные коммерческие учреждения (аренда велосипедов, ателье по пошиву и ремонту одежды, инфо-кафе, женская группа, велосипедная мастерская и др.). Жители могут поесть в центре кафе, или получить деньги, поэтому они могут готовить для себя.
Лицам, ищущим убежища, предлагается Краткий курс датского для повседневного использования.
Дети школьного возраста ходят в школу датского Красного Креста в Люнге, или в местных общественных школах. В центре Сандхольм также есть детский клуб и клубы для детей старшего возраста.